# Renee Van Buren
Renee Van Buren (1959) es una botánica estadounidense que se halla registrada como descubridora de nuevas especIes, y demás en IPNI.

## Biografía
Una vez que Renee completó sus estudios secundarios y su Bachillerato universitario en Ciencias en 1991 en la Universidad Brigham Young, ingresó en la Universidad Estatal de Arizona en 1994 donde realizó su doctorado en Ciencias.
Después de graduarse se unió a la facultad de la Universidad de Utah, donde desarrolla actividades académicas y científicas en árboles nativos y arbustos de Utah; y plantas amenazadas y raras de Utah. Ha publicado trabajos en revistas científicas como la American Journal of Botany, Madroño y Great Basin Naturalist, entre otras.

## Algunas publicaciones
- Van Buren, R., K.T. Harper, W.R. Andersen, D.J. Stanton, S. Seyoum y J.L. England. 1994. «Evaluating the relationship of autumn buttercup (Ranunculus acriformis var. aestivalis) to some close congeners using random amplified polymorphic DNA.» American Journal of Botany 81:514–519.
- Van Buren, R. y K.T. Harper. 1996. «Habitats of selected buttercups within the Ranunculus occidentalis complex (Ranunculaceae).» Madroño 43:369–383.
- McArthur, E.D., R. Van Buren, S.C. Sanderson y K.T. Harper. 1998. «Taxonomy of Sphaeromeria, Artemisia, and Tanacetum (Compositae, Anthemideae) based on randomly amplified polymorphic DNA (RAPD).» Great Basin Naturalist 58:1–11.
- k.t. Harper, r. van Buren. 2004. «Dynamics of a Dwarf Bear-Poppy (Arctomecon humilis) Population over a Sixteen-year Period.» Western North Am. Naturalist 64 (4): 482-491.
- j.w. Breinholt, r. van Buren, o.r. Kopp, c.l. Stephen. 2009. «Population genetic structure of an endangered Utah endemic Astragalus ampullarioides (Fabaceae) (Welsh) Welsh.» Am. J. of Botany 96(3): 1-7.
- m.c. Covert, e.a. Holt, r. van Buren. 2014. «Vegetation Patterns Associated with Abiotic Factors and Human Impacts at the Capitol Reef Field Station.» Southwestern Naturalist.

### Libros
- r. Van Buren, j.c. Cooper, l.m. Shultz, kimball t. Harper. 2012. Woody plants of Utah: a field guide to native and naturalized trees, shrubs, cacti, and vines. USU Press, Logan, UT 520 pp.

## Honores

### Membresías
- Asociación Estadounidense para el Avance de la Ciencia
- Botanical Society of America
- American Society of Plant Taxonomists
- Utah Native Plant Society, Society for Conservation Biology

- La abreviatura «Van Buren» se emplea para indicar a Renee Van Buren como autoridad en la descripción y clasificación científica de los vegetales.[5]